# Teinostoma cienfuegosense
Teinostoma cienfuegosense is een slakkensoort uit de familie van de Tornidae. De wetenschappelijke naam van de soort is voor het eerst geldig gepubliceerd in 2011 door Rubio, Fernández-Garcés & Rolán.